# Hán Thương Đế
Hán Thương Đế (chữ Hán: 漢殤帝; 105 -  106), tên thật là Lưu Long (劉隆), là vị hoàng đế thứ năm của nhà Đông Hán, và là hoàng đế thứ 20 của nhà Hán trong lịch sử Trung Quốc, ở ngôi từ năm 105 đến khi chết yểu năm 106.

## Vua yểu mạng
Lưu Long là con thứ hai của Hán Hòa Đế, không rõ mẹ ông là ai. Ngày 3 tháng 12 âm lịch năm 106, Hán Hòa Đế qua đời khi mới 27 tuổi. Do người anh của Lưu Long là Lưu Thắng, con trưởng của Hòa Đế, bị tật nguyền không thể nối ngôi nên Lưu Long được ẵm lên ngôi, trở thành Hán Thương Đế. Lưu Thắng được phong làm Bình Nguyên vương.
Khi được đưa lên ngôi, Lưu Long mới 100 ngày tuổi, là vua lên ngôi trẻ tuổi nhất trong lịch sử Trung Quốc. Thái hậu Đặng Tuy – hoàng hậu của Hòa Đế, làm nhiếp chính. Đặng thái hậu trao quyền cho anh là Đặng Chất điều hành triều đình, trở thành ngoại thích mới của nhà Đông Hán.
Tuy nhiên Lưu Long nhỏ tuổi và yếu ớt chỉ làm vua trên danh nghĩa được 8 tháng. Ngày Tân Hợi tháng 8 năm 106, Lưu Long bị cảm và qua đời khi chưa đầy 1 năm tuổi, trở thành vua yểu mạng nhất trong lịch sử Trung Quốc.
Trong thời gian 7 tháng ở ngôi, Thương Đế sử dụng một niên hiệu là Diên Bình (延平, năm 106)
Ông được đặt thụy hiệu là Hiếu Thương hoàng đế, không có miếu hiệu, thường gọi là Thương Đế, táng ở Khang lăng.
Cháu gọi Hòa Đế bằng bác là Lưu Hỗ năm đó 13 tuổi được Đặng thái hậu và Đặng Chất lập lên ngôi, tức là Hán An Đế.